# Mohamed Sissoko
Mohamed Lamine Sissoko Gillan (Mont-Saint-Aignan, 22 de janeiro de 1985) é um ex-futebolista malinês que atuava como volante.
Apesar de ter nascido na França, Sissoko é considerado um dos principais jogadores malineses da história, ao lado de Seydou Keita e Frédéric Kanouté.

## Carreira

### Auxerre
Sissoko chegou a passar pelas categorias de base do Troyes, mas iniciou sua carreira no Auxerre, da França.

### Valencia
No dia 1 de julho de 2003, Sissoko foi contratado pelo Valencia, clube comandado por Rafa Benítez. O treinador chegou a compará-lo a Patrick Vieira, volante francês que brilhou pelo Arsenal e pela Seleção Francesa.
Sissoko logo firmou-se na equipe e participou das conquistas da La Liga, da Copa da UEFA e da Supercopa da UEFA, todas na temporada 2003–04.

### Liverpool
Após a final da Liga dos Campeões da UEFA conhecida conhecida como "Milagre de Istambul", Sissoko foi anunciado pelo Liverpool (também treinado por Rafa Benítez) no dia 13 de julho de 2005. Permaneceu no clube inglês até 2008, chegando a conquistar alguns títulos.

### Juventus
Chegou a Juventus em janeiro de 2008, numa transferência de 11 milhões de euros. Marcou seu primeiro gol pela Velha Senhora no dia 2 de março, contra a Fiorentina.
Após sofrer com algumas lesões e não conseguir firmar-se como titular, deixou a equipe rumo ao Paris Saint-Germain.

### Paris Saint-Germain
Teve a sua contratação anunciada pelo PSG no dia 28 de julho. Pelo clube francês, Sissoko conquistou o título da Ligue 1 na temporada de 2012–13, ao lado de jogadores conhecidos no Brasil, como Nenê, Lucas Moura e Diego Lugano, além de craques consagrados como Zlatan Ibrahimović e David Beckham.

### Pune City
Foi anunciado pelo Pune City, da Índia, no dia 3 de outubro de 2016.

### Ternana
Retornou à Itália em fevereiro de 2017, assinando por seis meses com o Ternana. No entanto, deixou a equipe no dia 13 de março.

### Mitra Kukar
No dia 16 de abril de 2017, o tricampeão indonésio Mitra Kukar anunciou a contratação de Sissoko. Ele tornou-se o quarto ex-astro da Premier League inglesa a se mudar para a Indonésia, depois de Michael Essien, Carlton Cole e Peter Odemwingie.

### Atlético San Luis
No dia 2 de dezembro de 2017, o Atlético San Luis, da Liga MX, anunciou Sissoko como reforço para o Torneio Clausura de 2018.

### Kitchee
Em julho de 2018, Sissoko assinou com o Kitchee para disputar a Hong Kong Premier League.

### Sochaux e aposentadoria
Foi anunciado pelo Sochaux no dia 16 de janeiro de 2019, assinando por seis meses com o clube francês.
No dia 14 de janeiro de 2020, aos 34 anos, anunciou oficialmente a sua aposentadoria.

## Seleção Nacional
Sissoko representou a Seleção Malinesa durante dez anos, entre 2003 e 2013. Além das Olimpíadas de 2004, defendeu Mali no Campeonato Africano das Nações em 2004, 2008, 2010 e 2013. No total, atuou em 34 partidas e marcou dois gols pela Seleção Malinesa.

## Títulos
Auxerre
- Copa da França: 2002–03

Valencia
- La Liga: 2003–04
- Copa da UEFA: 2003–04
- Supercopa da UEFA: 2004

Liverpool
- Supercopa da UEFA: 2005
- Copa da Inglaterra: 2005–06
- Supercopa da Inglaterra: 2006

Paris Saint-Germain
- Ligue 1: 2012–13